# دانیل فرناندز
دانیل فرناندز (انگلیسی: Dani Fernández؛ زادهٔ ۲۰ ژانویهٔ ۱۹۸۳) بازیکن بازنشسته فوتبال اهل اسپانیا است که از جمله در تیم‌های بارسلونا، متالورگ دونتسک و فاینورد به‌عنوان دفاع راست بازی کرده‌است.

## زندگی حرفه‌ای
فرناندز که در بارسلون، کاتالونیا به دنیا آمد، کوچکتر از سه برادر دیگرش بود.
او همچنین در تیم ملی فوتبال کاتالونیا بازی کرده‌است.